# Vérvörös nedűgomba
A vérvörös nedűgomba (Hygrocybe punicea) a csigagombafélék családjába tartozó, Európában és Észak-Amerikában honos, gyepeken, legelőkön élő, nem ehető gombafaj. 

## Megjelenése
A vérvörös nedűgomba kalapja 3-10 cm széles, alakja fiatalon domború vagy kúpos, később harang alakú, széles kúpos vagy széles domború; idősen laposan kiterül. Felülete sima (nagyító alatt finoman ráncos), csupasz, nedves időben tapadós. Színe vér- vagy sötétvörös, narancsosan vagy barnán foltos, a peremén néha sárga. Széle idősen behasadozhat. 
Húsa vékony, vizenyős; színe sárgás, a közepén fehéres. Szaga és íze nem jellegzetes. 
Széles, viszonylag ritka állású lemezei tönkhöz nőttek, néha foggal lekanyarodók. Színük eleinte sárga, később narancsvörösre vagy barnásvörösre sötétednek, élük világossárgás.
Tönkje 5-12 cm magas és 0,5-1,5 cm vastag. Alakja hengeres vagy kissé orsószerű.  Felszíne felül hamvas, alatta szálas-rostos. Alapszíne krómsárga, rajta  narancsosan, vörösesen szálas, a tövénél fehér.
Spórapora fehér. Spórája megnyúlt ovális vagy hengeres, felszíne sima, inamiloid, mérete 8,5-11 x 4,5-6 µm.

### Hasonló fajok
A piros nedűgomba vagy a mérgező feketedő nedűgomba hasonlít hozzá. 

## Elterjedése és termőhelye
Európában és Észak-Amerikában honos. Magyarországon ritka.
Hegyi, dombvidéki szubmontán réteken, legelőkön él, inkább savanyú talajon. Sokáig úgy vélték, hogy a füvek korhadó gyökereiből él, újabban feltételezik, hogy valamilyen fokú szimbióta kapcsolatban él a mohafélékkel. Nyár végén és ősszel terem. 
Nem ehető, egyes források szerint enyhén mérgező. Magyarországon védett, természetvédelmi értéke 10 000 Ft.

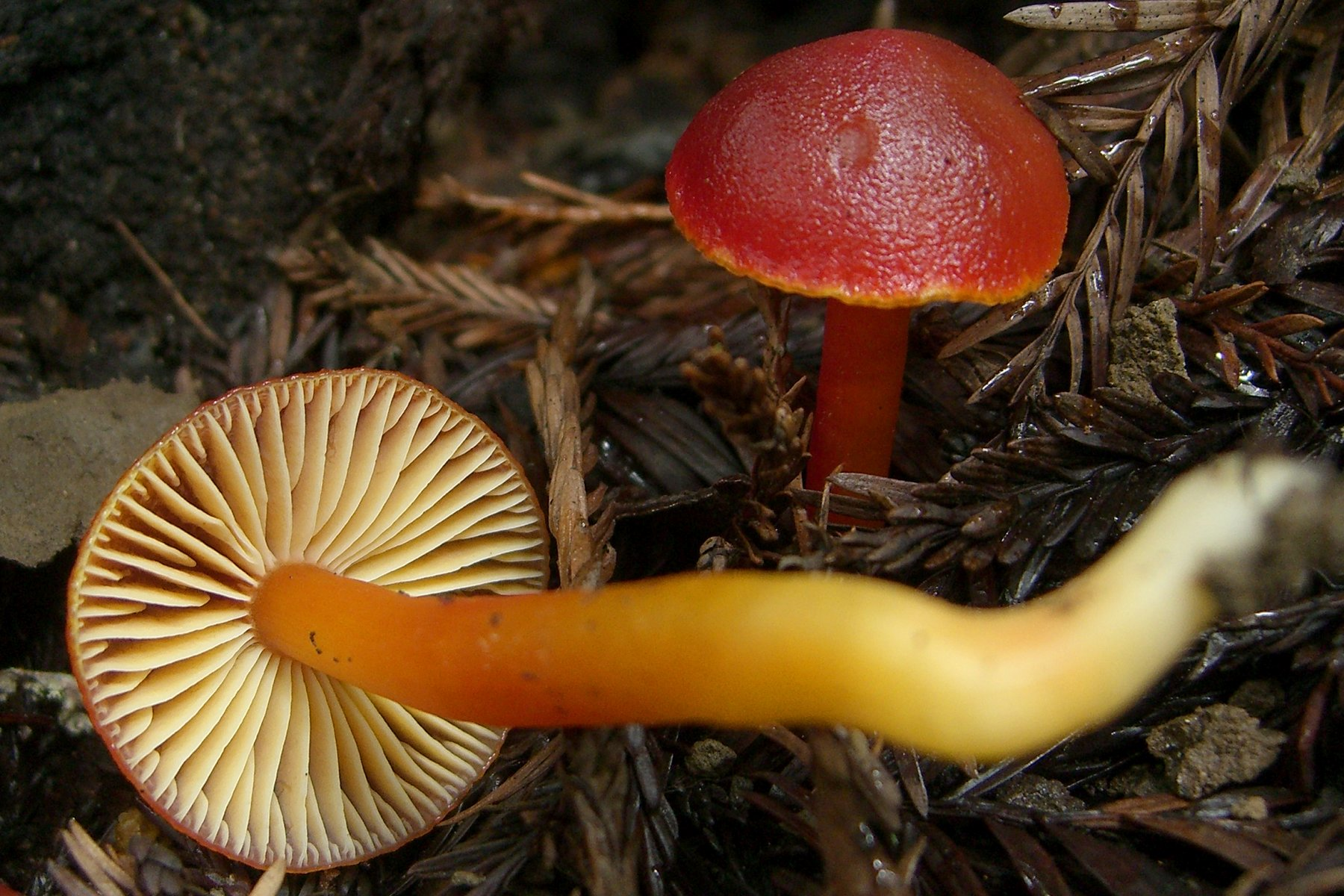
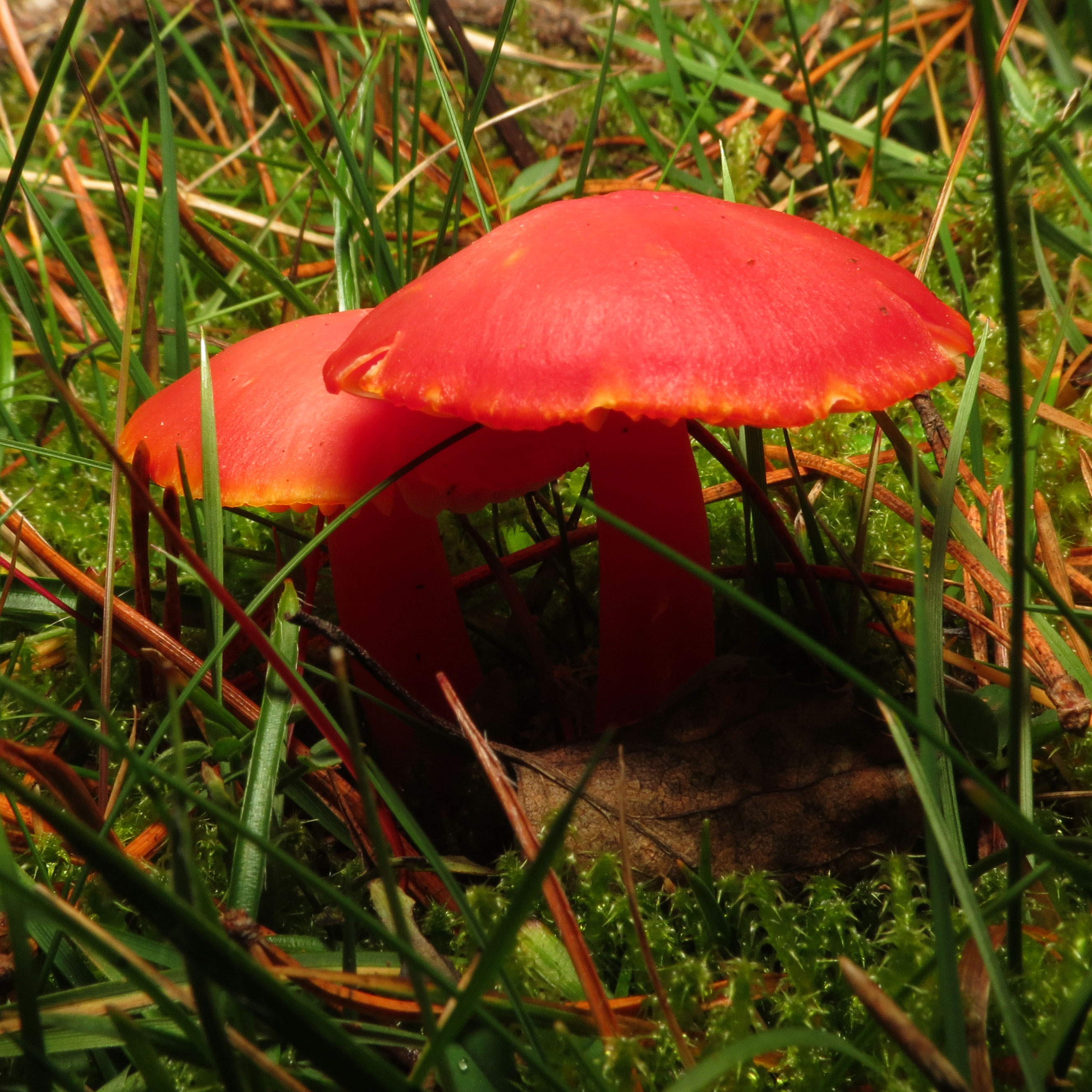
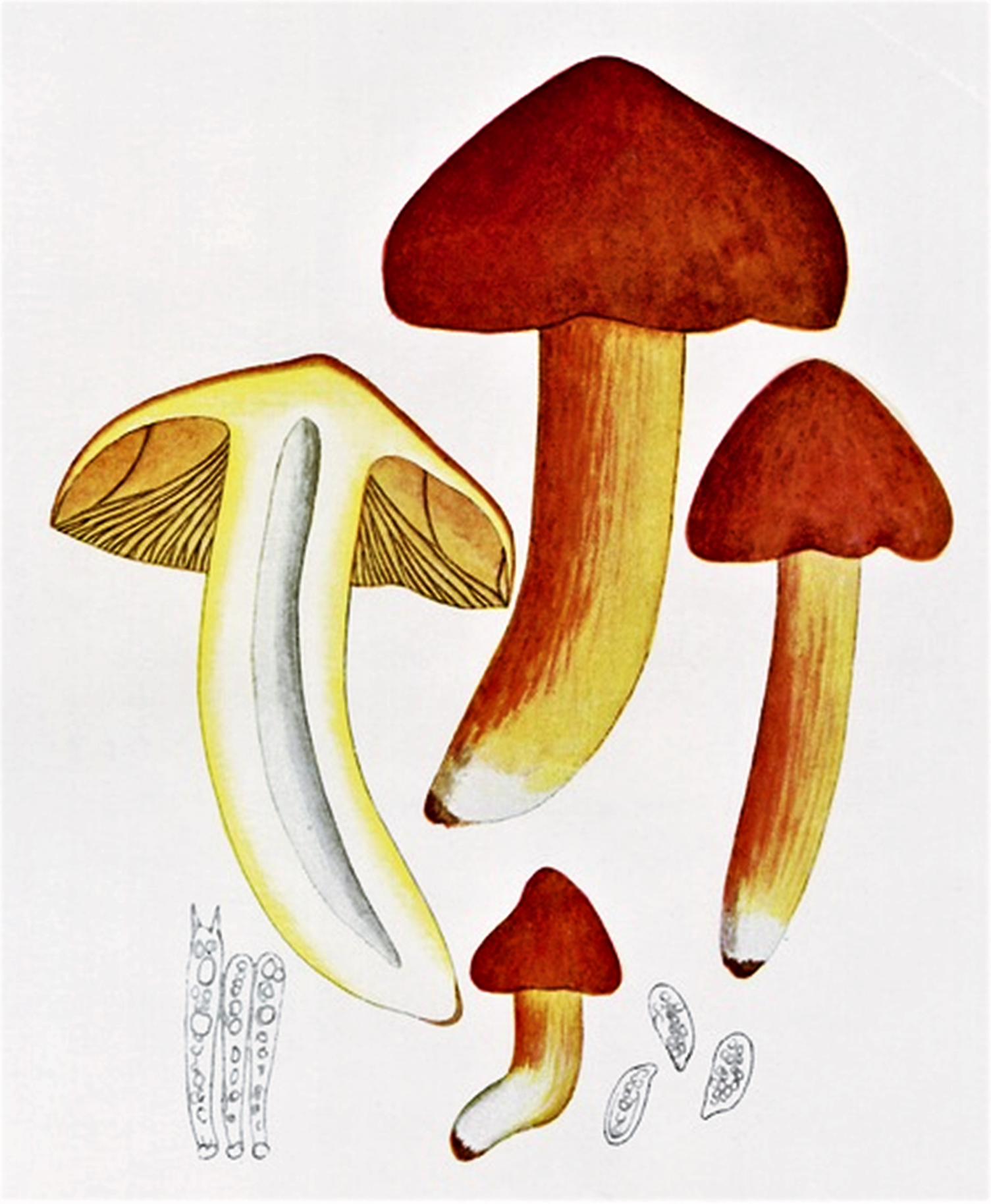